# Stephen McNally
Stephen McNally, född 29 juli 1913, död 4 juni 1994, var en amerikansk skådespelare, främst känd för sina roller i western- och actionfilmer. Han arbetade som advokat i slutet av 1930-talet innan han påbörjade sin skådespelarkarriär.
När han började i yrket använde han sitt riktiga namn, Horace McNalle och medverkade som statist och olistad skådespelare i filmer under andra världskriget. 1946 ändrade han sitt artistnamn till Stephen McNally och började ta större roller.
Han spelade boven i filmer såsom Våld i mörker (1948) och den klassiska James Stewart-western  Winchester '73 (1950). Han spelade även mot Burt Lancaster i den klassiska noir-filmen På liv och död (1949).
Under 1970-talet medverkade han främst som gästskådespelare i serier som Rockford tar över och Fantasy Island.

## Filmografi (urval)
- 1944 – 30 sekunder över Tokio
- 1948 – Våld i mörker
- 1949 – På liv och död
- 1950 – Winchester '73
- 1950 – Ingen väg ut
- 1952 – Uppdrag i Trieste
- 1956 – Mannen som var lagen

### Fotnoter
1. ↑  Internet Movie Database, läst: 26 juni 2019.[källa från Wikidata]
2. ↑  Gemeinsame Normdatei, läst: 21 december 2014.[källa från Wikidata]
3. ↑  Gemeinsame Normdatei, läst: 11 maj 2014.[källa från Wikidata]